# ريفسون
ريفسون (بالبرتغالية: Revson Cordeiro dos Santos‏) هو لاعب كرة قدم برازيلي في مركز الوسط، ولد في 20 ديسمبر 1987 في كاسكافل في البرازيل. لعب مع سسكا صوفيا وغريميو بورتو أليغرينزي ونادي أفاي ونادي ساو كايتانو ونادي سيتي دي سيتيمبرو ونادي كاشياس دو سول وناسيونال ماديرا.

## وصلات خارجية
- ريفسون على موقع قاعدة بيانات كرة القدم.إي يو (الإنجليزية)
- ريفسون على موقع Soccerway.com (الإنجليزية)